# Leopoldsäule (Frankfurt am Main)

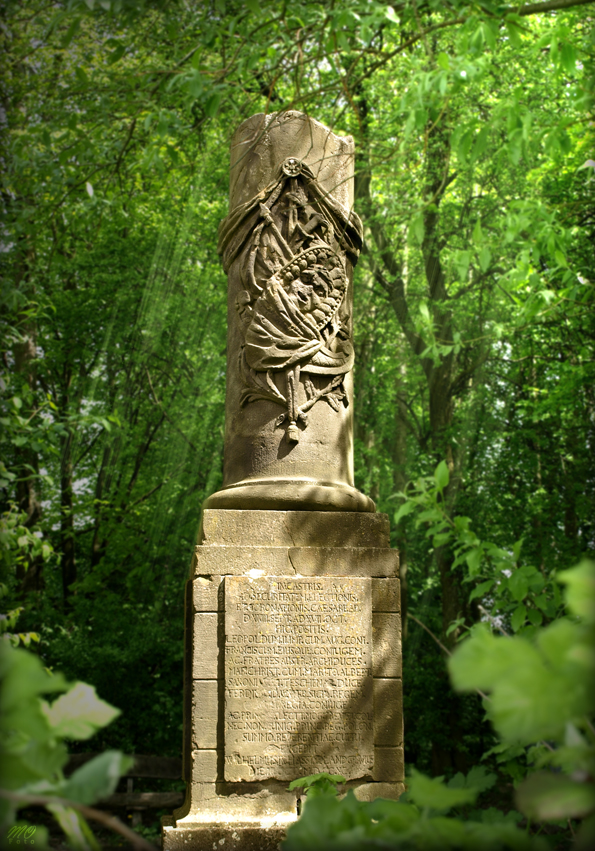
Leopoldsäule in Frankfurt am Main-Seckbach, auf dem Wartfeld 1790 zu Ehren Kaiser Leopolds II. (HRR) errichtet

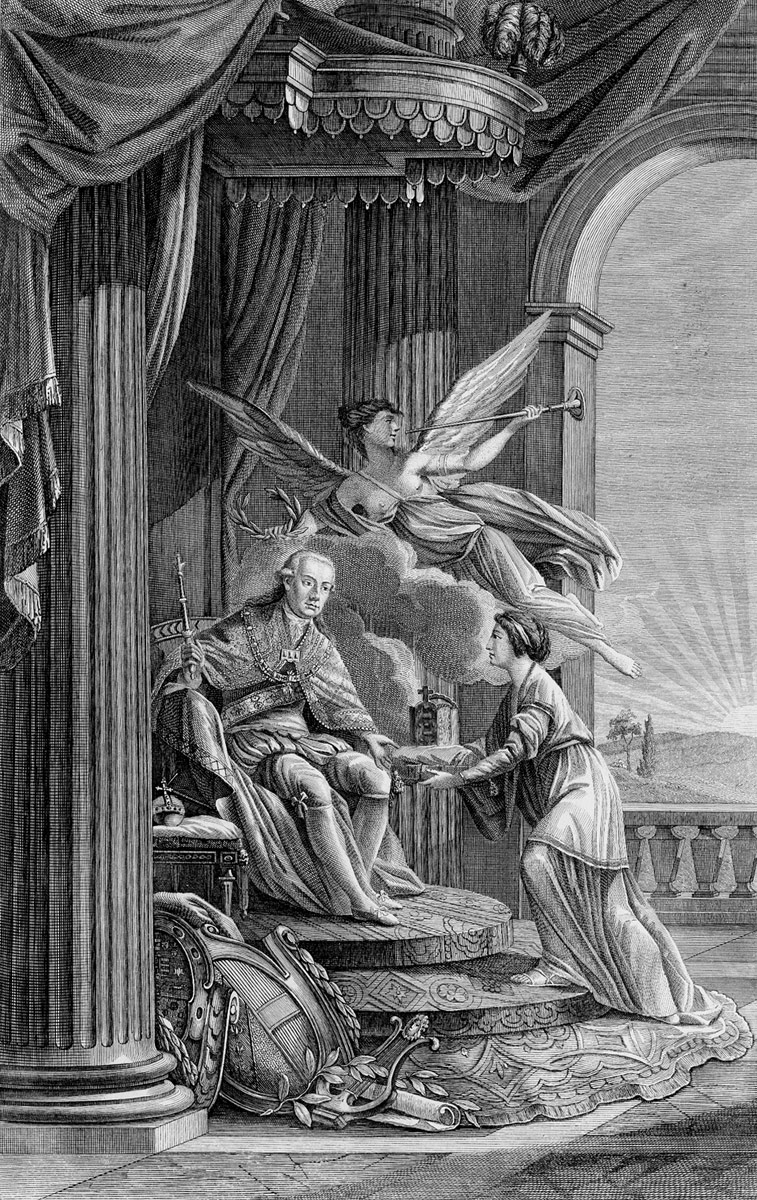
Zeitgenössische Abbildung aus: Vollständiges Diarium der Römisch-Königlichen Wahl und Kaiserlichen Krönung Ihro nunmehr allerglorwürdigst regierenden Kaiserlichen Majestät Leopold des Zweiten, Im Verlag der Jägerischen Buchhandlung, Frankfurt am Main, 1791

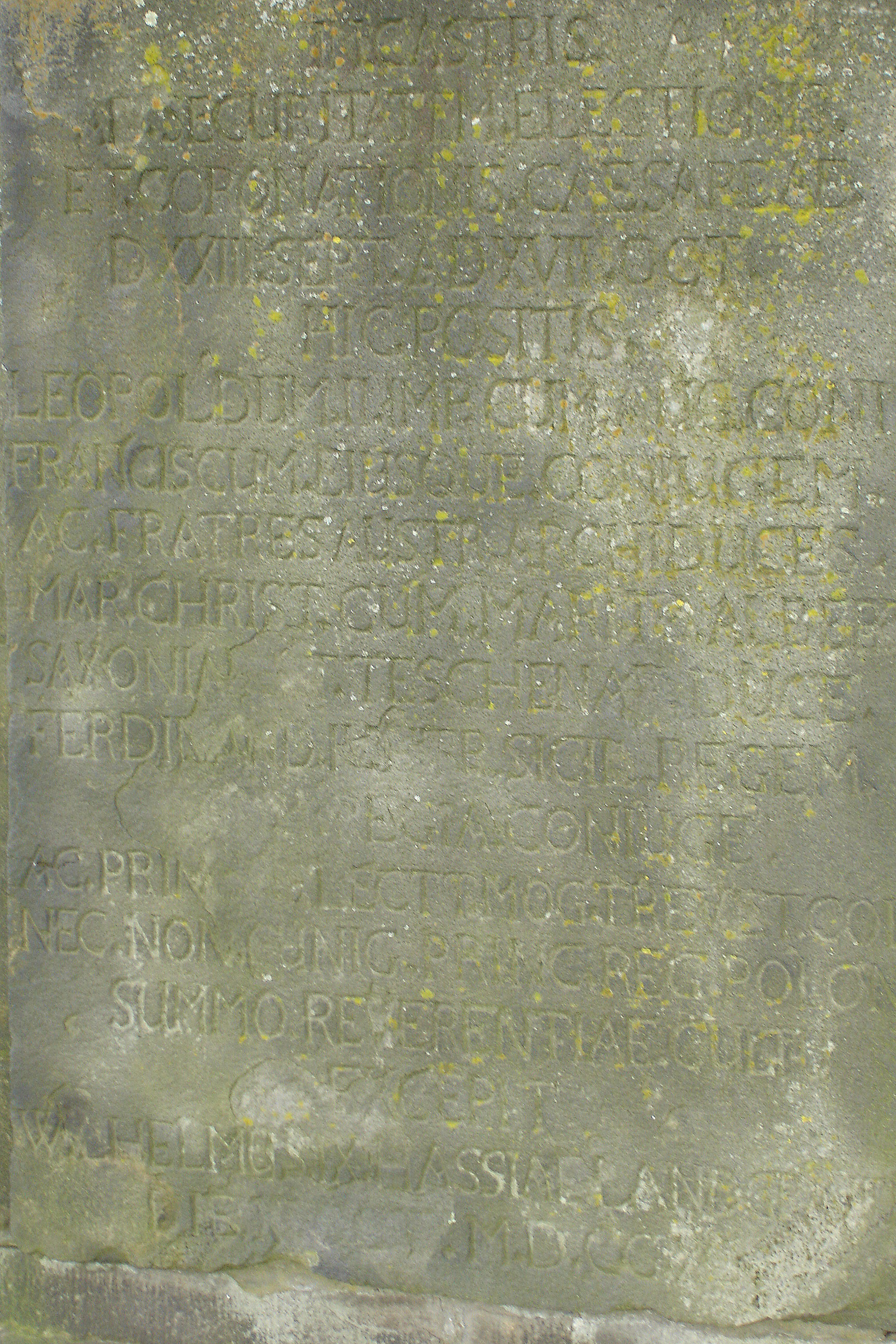
Eingemeißelte Inschrift der Leopoldsäule in lateinischer Sprache

Die Leopoldsäule in Frankfurt am Main-Seckbach ist ein 1790 errichtetes Ehrenmal für Kaiser Leopold II. Die Säule steht am Rande des Grundstücks eines Umspannwerks auf dem im Nordosten Frankfurts gelegenen Höhenzug Berger Rücken. Seit 1991 gehört das umliegende Gelände zum Frankfurter Grüngürtel.

## Geschichte
Leopold II. wurde als neuntes Kind der Erzherzogin Maria Theresia von Österreich und des römisch-deutschen Kaisers Franz Stephan von Lothringen geboren und war der vorletzten Kaisers des Heiligen Römischen Reiches Deutscher Nationen. Die Leopoldsäule wurde im Jahr 1790 zu Ehren des am 30. September gewählten und am 9. Oktober im Frankfurter Kaiserdom St. Bartholomäus gekrönten Kaisers errichtet. Zu den Teilnehmern an den Krönungsfeierlichkeiten zählten unter vielen anderen beispielsweise Wolfgang Amadeus Mozart, der spätere Fürst Klemens Wenzel Lothar von Metternich und der spätere Fürst Karl Philipp zu Schwarzenberg als Erster Wachtmeister der kaiserlichen Arcièren-Leibgarde.
Die Errichtung der Ehrensäule für Leopold II. erfolgte auf Initiative und Veranlassung des Landgrafen Wilhelm IX. von Hessen-Kassel, des späteren Kurfürsten Wilhelm I. von Hessen-Kassel. Dieser lag vom 23. September bis 17. Oktober 1790 mit einer Truppe von 6.000 Mann im Heerlager auf dem die Berger Warte umgebenden Wartfeld, um die Frankfurter Kaiserwahl gegen französische Truppen zu sichern.
Der Landgraf hatte auf die Verleihung der Würde eines Kurfürsten spekuliert und sich daher für die Sicherung der Kaiserwahl und der einige Tage später im Frankfurter Kaiserdom St. Bartholomäus durchgeführten Kaiserkrönung erboten.
Das aus diesem Anlass angelegte Heerlager erstreckte sich über nahezu zwei Kilometer vom Landgraben in Bergen bis zum Abzweig der heutigen Alten Frankfurter Straße von der Friedberger Landstraße. An der Rückfront des Heerlagers befand sich das ehemalige Hauptquartier der Truppenführung. Es lässt sich auf dem Gelände des heute an dieser Stelle bestehenden Seckbacher Umspannwerks lokalisieren.
Exakte Lagepläne dieses Heerlagers kann man noch heute im Hessischen Staatsarchiv in Marburg einsehen:

„Plan. Des von einem Theil der Hochfürstlich Hessischen Trouppen unter Höchst eigner Anführung u. Commando Sr. Hochfürstl. Durchl. des Regierenden Herrn Landgrafen Wilhelm IX vom 23ten Sept. – 17ten Oct. 1790 zur Bedeckung der Wahl und Krönung des Kaysers Leopold II. bezogenen Lagers bey Bergen“

sowie in einer später entstandenen Kopie:

„Plan. Des von einem Theil der Hochfürstlich, Hessischen Trouppen unter Anführung des damals regierenden Landgrafen Wilhelm IX zur Sicherheit der Wahlstadt Frankfurt, des Kurfürstlichen Collegiums, und des zu waehlenden damaligen Reichs-Oberhaupts, bezogenen Lagers bey Bergen, und derer daselbst ausgeführten Manoeuvres vom 23ten September bis d. 17ten October 1790“

Zwischen dem Wartfeld und Frankfurt gab es aus Anlass der Kaiserwahl Leopolds II. einen akustischen Austausch, als am 30. September aus 300 Frankfurter Geschützen Salut für die Wahl zum Kaiser geschossen wurde. Die Hessen-Kasseler Truppen Wilhelms IX. antworteten vom Wartfeld aus mit einer Ehrensalve aus 21 Geschützen.
Genau gegenüber der Leopoldsäule empfing der Landgraf das Kaiserpaar und die Kurfürsten am 11. Oktober, zwei Tage nach der Krönungszeremonie, mit 126 Mann Gefolge zum Essen. 40.000 Schaulustige sollen zugegen gewesen sein. Das Gelage fand in eigens dafür aufgerichteten türkischen Zelten statt. Ein Zeltstein ist noch vorhanden und kann direkt neben der Leopoldsäule besichtigt werden.
Die Leopoldsäule wurde zusammen mit dem Zeltstein wegen der Errichtung des Umspannwerks 1962 an dessen nordwestliche Ecke versetzt. Das Ehrenmal steht daher heute nicht mehr exakt am historischen Platz. Um einen genauen Eindruck der historischen Lage zu erhalten, muss man die erwähnten Pläne des Heerlagers im Staatsarchiv Marburg bemühen.

## Standortwahl

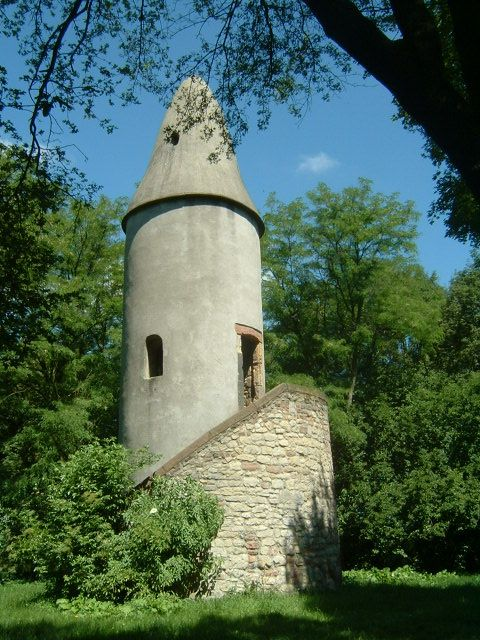
Berger Warte in Frankfurt am Main-Seckbach, 1340 als Geierswarte erstmals urkundlich erwähnt

Die heutigen Betrachtern wegen ihrer Abgelegenheit zunächst möglicherweise ungewöhnlich erscheinende Platzierung der Leopoldsäule erklärt sich weniger durch die Nachbarschaft zur Berger Warte.
Der eigentliche Grund für den Standort dürfte in dem historischen Faktum liegen, dass das Wartfeld immer wieder Aufmarschgebiet und Heerlager von Truppen gewesen ist. Zudem war die Gegend um Bergen im Siebenjährigen Krieg am Karfreitag des Jahres 1759 Ort der ersten Schlacht bei Bergen. Ein 35.000 Mann starkes französisches Heer kämpfte gegen 28.000 mit Preußen alliierte Soldaten unter Herzog Ferdinand von Braunschweig, dem Schwager Friedrichs des Großen. Mehr als 1.000 Mann kamen dabei ums Leben, 5.000 wurden verwundet. Am 250. Jahrestag im Jahr 2009 wurde dieses historischen Ereignisses gedacht. In der Platzierung der Säule mag auch insofern eine Symbolhandlung gelegen haben, als man während des seiner Zeit (1790) aktuellen Krieges gegen die Franzosen ein sichtbares Zeichen mit Bezug zum Kampfeswillen setzen wollte.
Ein weiterer Grund für die Aufstellung der Leopoldsäule an gerade diesem Ort mag darin gelegen haben, dass die Berger Warte am mit 212,4 Metern über NN (Dominanz 11,45 km, Prominenz 50 m) höchsten Punkt des heutigen Frankfurter Stadtgebietes steht.
Zudem führten Straßen von überregionaler Bedeutung vorbei. Die bei Frankfurt Hohe Straße oder Diebsgrundweg genannte Strecke geht auf die Altstraße Via Regia zurück, einen historischen Handelsweg, der von Mainz über Frankfurt bis nach Schlesien führte. Auch die Römerstraßen von Nida (Eselsweg) und vermutlich von den römischen Thermen bei Bad Vilbel nach Bergen führten über den Wartberg bzw. das Wartfeld.

## Ausführung
Bei der Ehrensäule für Kaiser Leopold II. handelt es sich um eine abgebrochene Säule auf einem quadratischen Sockel, die im Stil des Klassizismus ausgeführt und mit einer reichen Skulptierung versehen worden ist. Eine lateinische Inschrift und ein Schild informieren über seine historische Bedeutung.

## Umfeld

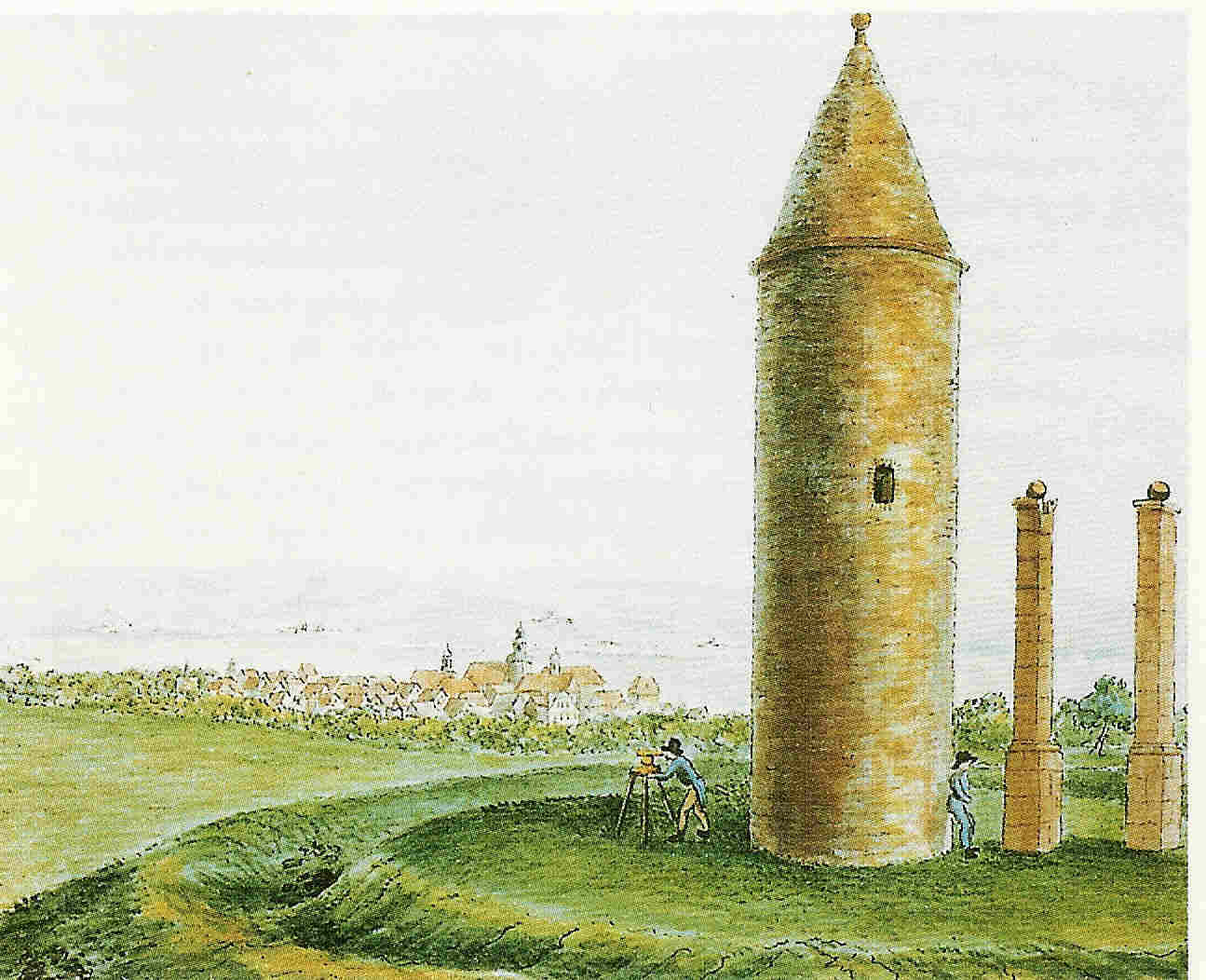
Federzeichnung der Berger Warte von 1820 von F. P. Usener

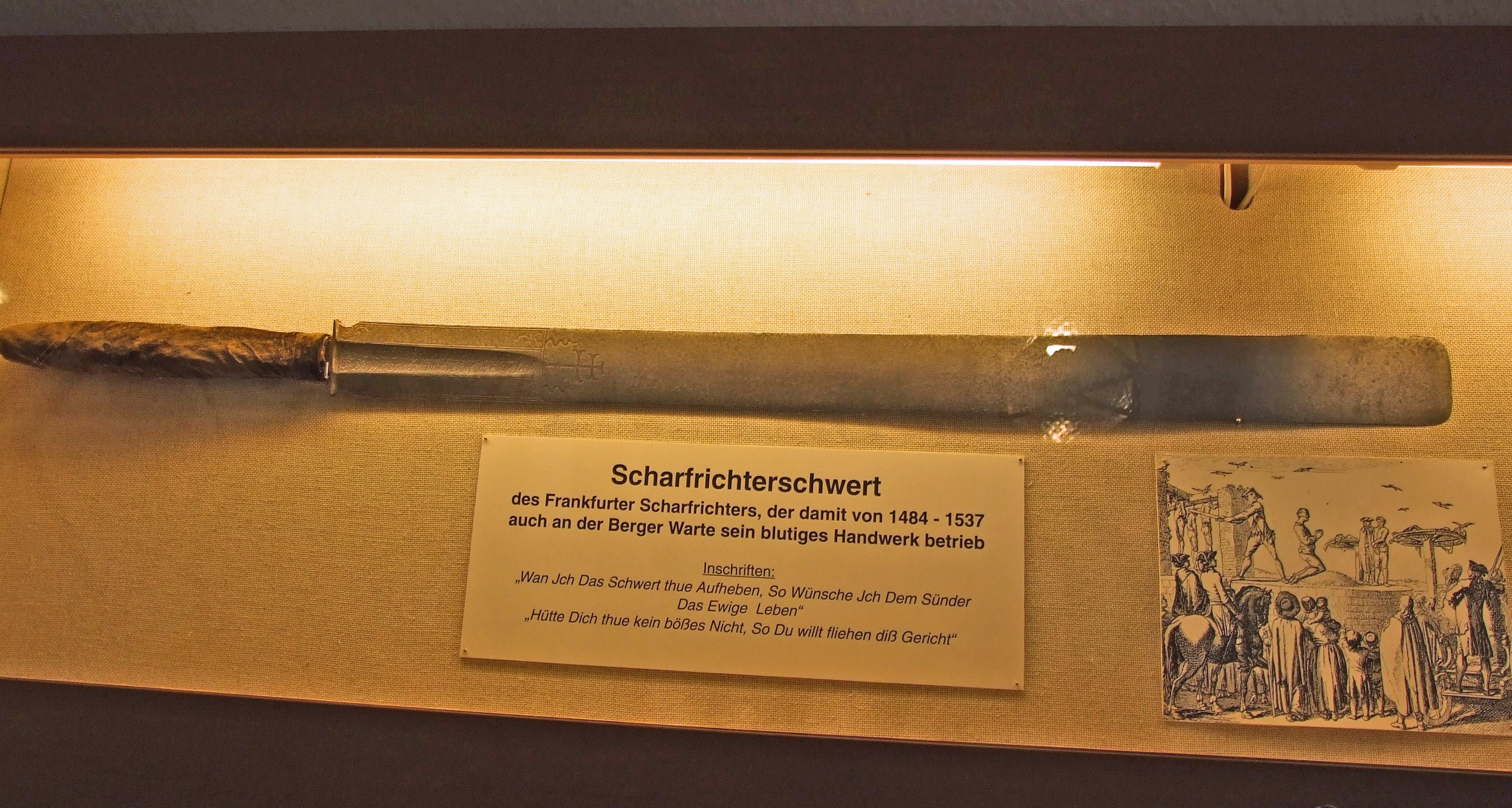
Schwert des Scharfrichters der Berger Warte

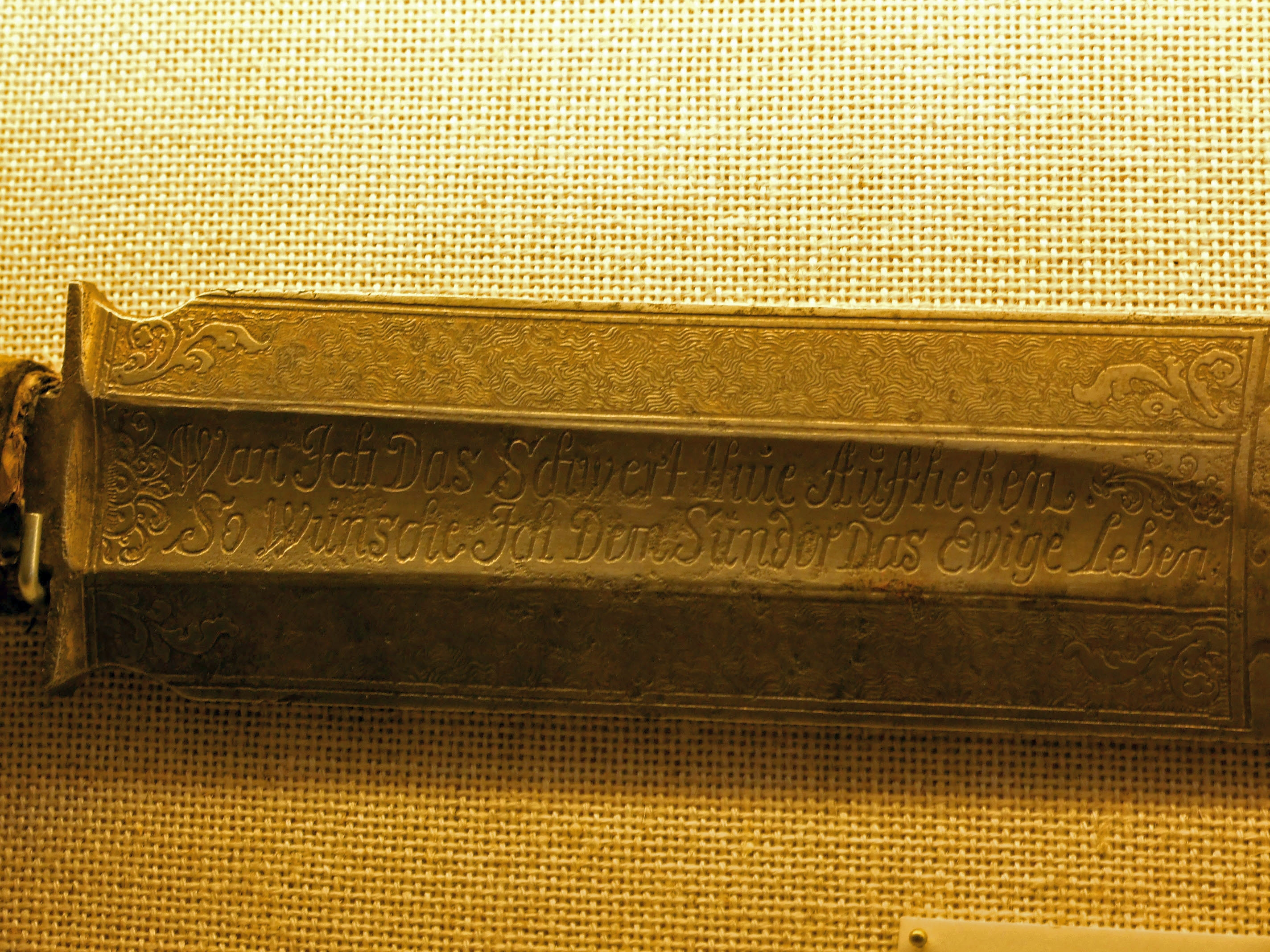
Gravur im Schwert des Scharfrichters der Berger Warte: Wan Jch Das Schwert thue Auffheben – So Wünsche Jch Dem Sünder Das Ewige Leben

Die Leopoldsäule stand in der Nähe der Berger Warte und des ehemaligen Hohen Gerichts (Berger Galgen) des Amtes Bornheimerberg der Grafschaft Hanau-Münzenberg nahe der Vilbeler Landstraße (B521) und der Straße Am Galgen auf der Gemarkung des Frankfurter Stadtteils Seckbach.
Der 1340 erstmals urkundlich erwähnte, heute nicht mehr vorhandene Galgen, wurde 1552 im Schmalkaldischen Krieg niedergebrannt und 1557 aus einer Kombination von Stein und Holz neu errichtet. Ein eingelassener Stein mit der eingemeißelten Jahreszahl 1557 findet sich in der Ummauerung der Treppe. Im Jahr 1732 wurde der Galgen komplett gemauert. Die Steine des Hochgerichts wurden nach dessen Abbruch 1834 für den Bau einer äußeren Rundtreppe der Berger Warte verwendet, deren Eingang zuvor nur durch das Anlegen einer Leiter erreichbar war.
Das rund 2500 Quadratmeter umfassende Ensemble aus Berger Warte, Leopoldsäule und dem ehemaligen Standort des Galgens wurde 1999 nach den Plänen des Frankfurter Architekturbüros Wandel Hoefer Lorch + Hirsch neu gestaltet. Neben der Sanierung von Wegen und Plätzen wurden Hinweistafeln errichtet.
Die historische Leopoldsäule und das Baudenkmal Berger Warte werden von einer ringförmig angeordneten Baum- und Strauchgruppe umgeben, die ebenso wie ihr Umkreis von 25 Metern Ausdehnung unter Naturschutz steht. Das Feldgehölz besteht vorwiegend aus Feldahorn (Acer campestre), Holunder (Sambucus) und Robinie (Robinia pseudoacacia). Es dient dem Vogelschutz und bietet Nistplätze für zahlreiche Arten. Die historisch an dieser Stelle belegten Pyramidenpappeln (Populus nigra Italica) sind nicht mehr vorhanden.
Seit dem Jahr 2004 ist das Gelände um die Leopoldsäule und die Berger Warte bei der EU als Fauna-Flora-Habitat (FFH) eingetragen. Es erstreckt sich entlang des Nordhangs des Berger Rückens und umfasst 29 Hektar.
In der Nähe befindet sich auch ein von 1924 bis 1942 genutzter kleiner jüdischer Friedhof, der in jüngster Zeit saniert und neu angelegt worden ist.

## Verkehrsanbindung
Die Leopoldsäule kann zu Fuß oder per Fahrrad von Seckbach aus über den Lohrberg, von Bergen und Bad Vilbel aus über die Vilbeler Landstraße erreicht werden. Bei jeder Variante sind zum Teil erhebliche Steigungen zu überwinden. Mit dem öffentlichen Personennahverkehr (ÖPNV) dient die RMV-Buslinie 551 (die alte 940), Haltestelle Berger Warte, als Zubringer. Von dort ist der Zugang relativ ebenerdig.